# Йонас Кокконен
Йонас Кокконен (фін. Joonas Kokkonen; 13 листопада 1921, Ійсалмі, Фінляндія — 2 жовтня 1996, Ярвенпяа, Фінляндія) — фінський композитор, піаніст, член Фінської академії наук (1963).

## Біографія
Закінчив Гельсінський університет як музикознавець. В 1947—1950 роках працював редактором «Нової музичної газети» (фін. Uuden Musikklehden. У 1948—1963 роках викладав композицію у Гельсінській консерваторії, з 1959 року — професор. З 1965 по 1971 роки очолював Спілку фінських композиторів.
Автор опери «Останні спокуси, 4-х симфоній (5-а — незакінчена), концерту для віолончелі з оркестром, камерних та хорових творів.
Його опера «Останні спокуси» отримала понад 500 вистав по всьому світу і вважається найвидатнішою національною оперою Фінляндії.

## Список творів

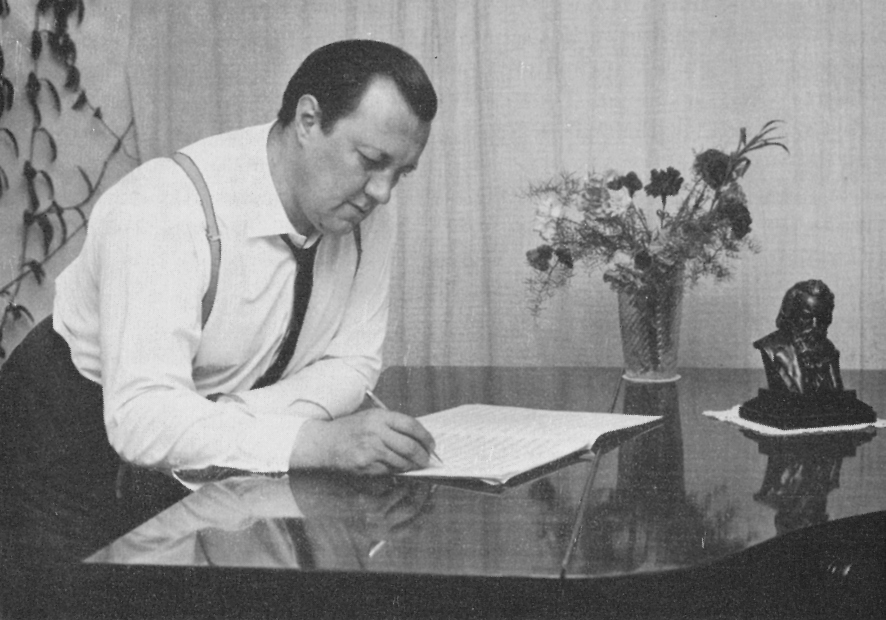
Кокконен працює над Першою симфонією, 1959 рік.

### Опера
- Останні спокуси (1972—1975)

### Оркестрові твори
- Музика для струнного оркестру (1957)
- Симфонія № 1 (1960)
- Симфонія № 2 (1960–61)
- Opus Sonorum (1964)
- Симфонія № 3 (1967)
- Симфонічні нариси (1968)
- Симфонія № 4 (1971)
- Inauguratio (1971)
- «…durch einem Spiegel» (1977)
- Il passagio (1987)
- Симфонія № 5, незавершена (1982)

### Камерні твори
- Фортепіанне тріо (1948)
- Фортепіанний квінтет (1951–53)
- Дует для скрипки і фортепіано (1955)
- Струнний квартет № 1 (1959)
- Камерна симфонія (1961–62)
- Струнний квартет № 2 (1966)
- Духовий квінтет (1973)
- Соната для віолончелі і фортепіано (1975–76)
- Струнний квартет № 3 (1976)
- Імпровізація для скрипки і фортепіано (1982)

### Твори для органу
- Lux aeterna для органу (1974)
- Hääsoitto (весільна музика) для органу
- Iuxta Crucem для органу
- Surusoitto (похоронна музика) для органу

### Хорові твори
- Missa a capella (1963)
- Laudatio Domini (1966)
- Erekhteion, академічний кантата (1970)
- Ukko-Paavon Virsi для хору (1978)
- Реквієм (1979–81)
- «With his fingers Väinämöinen played» для чоловічого хору (1985)